# Канубас-і-Самалус
Ка́нубас-і-Самалу́с (кат. Cànoves i Samalús) - муніципалітет, розташований в Автономній області Каталонія, в Іспанії. Код муніципалітету за номенклатурою Інституту статистики Каталонії - 80425. Знаходиться у районі (кумарці) Бальєс-Уріантал (коди району - 41 та VR) провінції Барселона, згідно з новою адміністративною реформою перебуватиме у складі Баґарії (округи) Барселона. 

## Населення
Населення міста (у 2007 р.) становить 2.638 осіб (з них менше 14 років - 17,2%, від 15 до 64 - 69%, понад 65 років - 13,8%). У 2006 р. народжуваність склала 31 особа, смертність - 13 осіб, зареєстровано 11 шлюбів. У 2001 р. активне населення становило 1.021 особа, з них безробітних - 119 осіб.

Серед осіб, які проживали на території міста у 2001 р., 1.374 народилися в Каталонії (з них 575 осіб у тому самому районі, або кумарці), 527 осіб приїхало з інших областей Іспанії, а 67 осіб приїхало з-за кордону. 

Університетську освіту має 7,9% усього населення. 

У 2001 р. нараховувалося 651 домогосподарство (з них 15,2% складалися з однієї особи, 28% з двох осіб,20% з 3 осіб, 23% з 4 осіб, 9,8% з 5 осіб, 2% з 6 осіб, 1,5% з 7 осіб, 0% з 8 осіб і 0,5% з 9 і більше осіб).

Активне населення міста у 2001 р. працювало у таких сферах діяльності : у сільському господарстві - 3,7%, у промисловості - 33,3%, на будівництві - 12,9% і у сфері обслуговування - 50,2%. 

 У муніципалітеті або у власному районі (кумарці) працює 294 особи, поза районом - 674 особи.

### Безробіття
У 2007 р. нараховувалося 76 безробітних (у 2006 р. - 74 безробітних), з них чоловіки становили 39,5%, а жінки - 60,5%.

## Економіка

### Підприємства міста

#### Промислові підприємства
| \| Промислові підприємства міста, за сферою діяльності \| Промислові підприємства міста, за сферою діяльності \| Промислові підприємства міста, за сферою діяльності \| \| Рік \| 2002 р. \| 2001 р. \| \| --------------------------------------------------- \| --------------------------------------------------- \| --------------------------------------------------- \| \| Енергетичні та водні ресурси \| 6,7% \| 8,3% \| \| Хімія та метали \| 0% \| 0% \| \| Переробка металів \| 33,3% \| 33,3% \| \| Продукти харчування \| 0% \| 0% \| \| Текстиль \| 20% \| 16,7% \| \| Виробництво меблів, видання \| 26,7% \| 25% \| \| Інше \| 13,3% \| 16,7% \| \| Усього підприємств \| 15 \| 12 \| |         |         |
| Промислові підприємства міста, за сферою діяльності |         |         |
| Рік | 2002 р. | 2001 р. |
| Енергетичні та водні ресурси | 6,7%    | 8,3%    |
| Хімія та метали | 0%      | 0%      |
| Переробка металів | 33,3%   | 33,3%   |
| Продукти харчування | 0%      | 0%      |
| Текстиль | 20%     | 16,7%   |
| Виробництво меблів, видання | 26,7%   | 25%     |
| Інше | 13,3%   | 16,7%   |
| Усього підприємств | 15      | 12      |

#### Роздрібна торгівля
| \| Підприємства роздрібної торгівлі міста, за сферою діяльності \| Підприємства роздрібної торгівлі міста, за сферою діяльності \| Підприємства роздрібної торгівлі міста, за сферою діяльності \| \| Рік \| 2002 р. \| 2001 р. \| \| ------------------------------------------------------------ \| ------------------------------------------------------------ \| ------------------------------------------------------------ \| \| Продукти харчування \| 58,3% \| 55,6% \| \| Одяг та взуття \| 8,3% \| 22,2% \| \| Товари для дому \| 0% \| 0% \| \| Книги та періодичні видання \| 0% \| 0% \| \| Промислова хімічна продукція \| 16,7% \| 11,1% \| \| Продукція, пов'язана з транспортними засобами \| 0% \| 0% \| \| Інше \| 16,7% \| 11,1% \| \| Усього підприємств \| 12 \| 9 \| |         |         |
| Підприємства роздрібної торгівлі міста, за сферою діяльності |         |         |
| Рік | 2002 р. | 2001 р. |
| Продукти харчування | 58,3%   | 55,6%   |
| Одяг та взуття | 8,3%    | 22,2%   |
| Товари для дому | 0%      | 0%      |
| Книги та періодичні видання | 0%      | 0%      |
| Промислова хімічна продукція | 16,7%   | 11,1%   |
| Продукція, пов'язана з транспортними засобами | 0%      | 0%      |
| Інше | 16,7%   | 11,1%   |
| Усього підприємств | 12      | 9       |

#### Сфера послуг
| \| Підприємства міста, що працюють у сфері послуг, за діяльністю \| Підприємства міста, що працюють у сфері послуг, за діяльністю \| Підприємства міста, що працюють у сфері послуг, за діяльністю \| \| Рік \| 2002 р. \| 2001 р. \| \| ------------------------------------------------------------- \| ------------------------------------------------------------- \| ------------------------------------------------------------- \| \| Гуртова торгівля \| 12,3% \| 15,7% \| \| Готелі та готельний бізнес \| 15,1% \| 15,7% \| \| Транспорт та зв'язок \| 32,9% \| 32,9% \| \| Посередницькі фінансові послуги \| 0% \| 0% \| \| Послуги підприємствам \| 9,6% \| 5,7% \| \| Послуги фізичним особам \| 26% \| 24,3% \| \| Нерухомість та ін. \| 4,1% \| 5,7% \| \| Усього підприємств \| 73 \| 70 \| |         |         |
| Підприємства міста, що працюють у сфері послуг, за діяльністю |         |         |
| Рік | 2002 р. | 2001 р. |
| Гуртова торгівля | 12,3%   | 15,7%   |
| Готелі та готельний бізнес | 15,1%   | 15,7%   |
| Транспорт та зв'язок | 32,9%   | 32,9%   |
| Посередницькі фінансові послуги | 0%      | 0%      |
| Послуги підприємствам | 9,6%    | 5,7%    |
| Послуги фізичним особам | 26%     | 24,3%   |
| Нерухомість та ін. | 4,1%    | 5,7%    |
| Усього підприємств | 73      | 70      |

## Житловий фонд
У 2001 р. 2,3% усіх родин (домогосподарств) мали житло метражем до 59 м2, 26,7% - від 60 до 89 м2, 30,3% - від 90 до 119 м2 і
40,7% - понад 120 м2.

З усіх будівель у 2001 р. 52,3% було одноповерховими, 47,3% - двоповерховими, 0,4
% - триповерховими, 0% - чотириповерховими, 0% - п'ятиповерховими, 0% - шестиповерховими,
0% - семиповерховими, 0% - з вісьмома та більше поверхами.

## Автопарк
| \| Автомобілі, зареєстровані у місті, за призначенням \| Автомобілі, зареєстровані у місті, за призначенням \| Автомобілі, зареєстровані у місті, за призначенням \| \| Рік \| 2006 р. \| 2005 р. \| \| -------------------------------------------------- \| -------------------------------------------------- \| -------------------------------------------------- \| \| Приватні автомобілі \| 67,6% \| 67,6% \| \| Мотоцикли \| 10,4% \| 9,6% \| \| Вантажівки \| 18,3% \| 19,1% \| \| Трактори \| 0,4% \| 0,4% \| \| Автобуси та ін. \| 3,3% \| 3,3% \| \| Усього автомобілів \| 1.930 шт. \| 1.831 шт. \| |           |           |
| Автомобілі, зареєстровані у місті, за призначенням |           |           |
| Рік | 2006 р.   | 2005 р.   |
| Приватні автомобілі | 67,6%     | 67,6%     |
| Мотоцикли | 10,4%     | 9,6%      |
| Вантажівки | 18,3%     | 19,1%     |
| Трактори | 0,4%      | 0,4%      |
| Автобуси та ін. | 3,3%      | 3,3%      |
| Усього автомобілів | 1.930 шт. | 1.831 шт. |

## Вживання каталанської мови
У 2001 р. каталанську мову у місті розуміли 97,1% усього населення (у 1996 р. - 96,1%), вміли говорити нею 79,4% (у 1996 р. - 
75,9%), вміли читати 79,2% (у 1996 р. - 73,2%), вміли писати 53
% (у 1996 р. - 40,6%). Не розуміли каталанської мови 2,9%.

## Політичні уподобання
У виборах до Парламенту Каталонії у 2006 р. взяло участь 1.121 особа (у 2003 р. - 1.110 осіб). Голоси за політичні сили розподілилися таким чином:
| \| Вибори до Парламенту Каталонії \| Вибори до Парламенту Каталонії \| Вибори до Парламенту Каталонії \| \| Рік \| 2006 р. \| 2003 р. \| \| -------------------------------------- \| ------------------------------ \| ------------------------------ \| \| Конвергенція та Єднання (CiU) \| 32,2% \| 32,9% \| \| Соціалістична партія Каталонії (PSC) \| 28% \| 32,6% \| \| Народна партія (PP) \| 14,7% \| 14,9% \| \| Ініціатива за зелену Каталонію (IC) \| 8,9% \| 5,2% \| \| Республіканська лівиця Каталонії (ERC) \| 12% \| 13% \| \| Громадянська партія (C's) \| 2,4% \| 0% \| \| Інші \| 1,8% \| 1,4% \| |         |         |
| Вибори до Парламенту Каталонії |         |         |
| Рік | 2006 р. | 2003 р. |
| Конвергенція та Єднання (CiU) | 32,2%   | 32,9%   |
| Соціалістична партія Каталонії (PSC) | 28%     | 32,6%   |
| Народна партія (PP) | 14,7%   | 14,9%   |
| Ініціатива за зелену Каталонію (IC) | 8,9%    | 5,2%    |
| Республіканська лівиця Каталонії (ERC) | 12%     | 13%     |
| Громадянська партія (C's) | 2,4%    | 0%      |
| Інші | 1,8%    | 1,4%    |

У муніципальних виборах у 2007 р. взяло участь 1.364 особи (у 2003 р. - 1.219 осіб). Голоси за політичні сили розподілилися таким чином:
| \| Муніципальні вибори \| Муніципальні вибори \| Муніципальні вибори \| \| Рік \| 2007 р. \| 2003 р. \| \| -------------------------------------- \| ------------------- \| ------------------- \| \| Конвергенція та Єднання (CiU) \| 12,2% \| 23,1% \| \| Соціалістична партія Каталонії (PSC) \| 41,7% \| 48,3% \| \| Народна партія (PP) \| 8,9% \| 11,3% \| \| Ініціатива за зелену Каталонію (IC) \| 22,7% \| 0% \| \| Республіканська лівиця Каталонії (ERC) \| 14,6% \| 17,2% \| \| Громадянська партія (C's) \| 0% \| 0% \| \| Інші \| 0% \| 0% \| |         |         |
| Муніципальні вибори |         |         |
| Рік | 2007 р. | 2003 р. |
| Конвергенція та Єднання (CiU) | 12,2%   | 23,1%   |
| Соціалістична партія Каталонії (PSC) | 41,7%   | 48,3%   |
| Народна партія (PP) | 8,9%    | 11,3%   |
| Ініціатива за зелену Каталонію (IC) | 22,7%   | 0%      |
| Республіканська лівиця Каталонії (ERC) | 14,6%   | 17,2%   |
| Громадянська партія (C's) | 0%      | 0%      |
| Інші | 0%      | 0%      |